# 格林菲爾德 (加利福尼亞州克恩縣)
格林菲爾德（英語：Greenfield）是位於美國加利福尼亞州克恩縣的一個人口普查指定地區。

## 地理
格林菲爾德的座標為35°06′08″N 119°00′10″W / 35.10222°N 119.00278°W，而該地最高點為海拔高度107米（即351英尺）。

## 人口
根據2010年美國人口普查的數據，格林菲爾德的面積為3.855平方千米，當中陸地面積為3.855平方千米，而水域面積為0.000平方千米。當地共有人口3991人，而人口密度為每平方千米1,035人。